# Догори дриґом
«Догори дриґом» — український комедійний телевізійний серіал 2017 року режисера Максима Делієргієва, адаптація іспанського телесеріалу «Alli Abajo». Виробництво студії «1+1 Продакшн».

## Синопсис
Консервативна львів'янка Уляна та її 30-річний син Мар'ян прибувають на відпочинок в Одесу. Через нещасний випадок Уляна потрапляє в лікарню, і Мар'ян лишається з Одесою сам на сам.

## У ролях
- Олесь Федорченко — Мар'ян
- Наталія Сумська — Уляна
- Лілія Ребрик — Оля, медсестра
- Олексій Тритенко
- Володимир Горянський
- Катерина Кістень
- Сергій Радченко

та інші.

## Творча група
- Автор сценарію: Сергій Щербаков, Микита Глущенко
- Режисери: Максим Делієргієв
- Оператори: Ігор Іванов
- Композитори: